# TLC: Tables, Ladders & Chairs (2018)
TLC: Tables, Ladders & Chairs (2018) – gala wrestlingu wyprodukowana przez federację WWE dla zawodników z brandów Raw, SmackDown i 205 Live. Odbyła się 16 grudnia 2018 w SAP Center w San Jose w stanie Kalifornia. Emisja była przeprowadzana na żywo za pośrednictwem WWE Network oraz w systemie pay-per-view. Była to dziesiąta gala w chronologii cyklu TLC: Tables, Ladders & Chairs.
Na gali odbyło się dwanaście walk, w tym dwie podczas pre-show. W walce wieczoru, Asuka, pokonała broniącą tytuł Becky Lynch i Charlotte Flair w Triple Threat Tables, Ladders and Chairs matchu zdobywając SmackDown Women’s Championship. W przedostatniej walce, Dean Ambrose pokonał Setha Rollinsa zdobywając  Intercontinental Championship. W innych ważnych walkach, Daniel Bryan pokonał AJ Stylesa broniąc WWE Championship, Ronda Rousey pokonała Nię Jax broniąc Raw Women’s Championship oraz Braun Strowman pokonał Barona Corbina w Tables, Ladders and Chairs matchu zyskując walkę o Universal Championship podczas Royal Rumble przeciwko Brockowi Lesnarowi, a Corbin stracił autorytarną władzę na Raw.

## Produkcja
TLC: Tables, Ladders & Chairs oferowało walki profesjonalnego wrestlingu z udziałem różnych wrestlerów należących do brandów Raw i SmackDown spośród istniejących oskryptowanych rywalizacji i storyline’ów. Kreowane są podczas cotygodniowych gal Raw, SmackDown Live oraz ekskluzywnej dla dywizji cruiserweight 205 Live. Wrestlerzy są przedstawieni jako heele (negatywni, źli zawodnicy i najczęściej wrogowie publiki) i face’owie (pozytywni, dobrzy i najczęściej ulubieńcy publiki), którzy rywalizują pomiędzy sobą w seriach walk mających budować napięcie. Kulminacją rywalizacji jest walka wrestlerska lub ich seria.

### Rywalizacje
4 września 2018 r. na TLC zapowiedziano finał Mixed Match Challenge. 12 listopada zwycięska drużyna zarezerwowała miejsce numer 30 zarówno w Royal Rumble matchu mężczyzn, jak i kobiet. 11 grudnia dwie ostatnie drużyny zostały określone jako Mahalicia (Jinder Mahal i Alicia Fox) oraz Fabulous Truth (R-Truth i Carmella).
22 października na odcinku Raw, po tym, jak Seth Rollins i Dean Ambrose zdobyli Raw Tag Team Championship od Dolpha Zigglera i Drew McIntyre’a, Ambrose zaatakował Rollinsa, dokonując heel turn. Dwa tygodnie później na Raw, Ambrose ponownie zaatakował Rollinsa, po tym jak ten przegrał tytuły w Handicap matchu z AOP (Akam i Rezar). W następnym tygodniu, Ambrose spalił swój sprzęt The Shield i wyjaśnił, że bycie częścią grupy osłabiło go. Rollins ustalił bronić mistrzostwa Intercontinental przeciwko Ambrosowi na TLC.
Na Raw przed Survivor Series, Braun Strowman zażądał rozegrania kolejnej walki o Universal Championship przeciwko Brockowi Lesnarowi oraz pojedynku z pełniącym obowiązki generalnego menadżera Raw, Baronem Corbinem, który kosztował Strowmana walkę o Universal Championship na Crown Jewel, i mógł wybrać stypulację dla obu. Komisarz Raw Stephanie McMahon zgodziła się pod warunkiem, że Strowman pomoże Raw w zwycięstwie nad SmackDown na Survivor Series i że Strowman nie dotknie Corbina aż do zakończenia gali. Stephanie powiedziała również, że jeśli Raw odniesie sukces w walkach międzybrandowych na głównej karcie na Survivor Series, Stephanie rozważy uczynienie Corbina stałym generalnym menadżerem Raw. Raw rzeczywiście wygrało wszystkie walki międzybrandowe na głównej karcie, a Strowman zdobył ostatnią eliminację w swojej walce. Następnej nocy na Raw, Strowman otrzymał walkę z Corbinem na TLC i wybrał stypulację Tables, Ladders i Chairs. Stephanie dodała zastrzeżenie, że jeśli Strowman wygra, Strowman dostanie swoją walkę o Universal Championship na Royal Rumble, a Corbin zostanie usunięty z autorytatywnej władzy, ale jeśli Corbin wygra, Corbin zostanie stałym generalnym menadżerem Raw. Tej samej nocy, Bobby Lashley i Drew McIntyre skontuzjowali łokieć Strowmana stalowymi schodami. Strowman wymagał operacji, pozostawiając swoją walkę na TLC w stanie zawieszenia. W następnym tygodniu Corbin powiedział, że nie odwoła ich walki i zaakceptuje wygraną przez poddanie.
Na Evolution, Nia Jax wygrała 20-osobowy battle royal, aby zdobyć walkę o Raw Women’s Championship. Na Survivor Series, Jax była jedyną, która nie została wyeliminowana w eliminacyjnej walce kobiet. Na następnej nocy na Raw, walka o mistrzostwo Jax z mistrzynią Raw kobiet Rondą Rousey została potwierdzona na TLC.
13 listopada na SmackDown, Daniel Bryan pokonał AJ Stylesa, zdobywając WWE Championship, po tym jak zaatakował Stylesa ruchem low blow, podczas gdy sędzia był ubezwłasnowolniony i kontynuował atakowanie Stylesa po walce, przechodząc heel turn. Na następnym SmackDown, Bryan wyjaśnił swoje działania, stwierdzając, że Bryan podążał za swoimi marzeniami i że fani nie byli z nim podczas jego powrotu do ringu, i ochrzcił się jako „nowy Daniel Bryan”. Na TLC zapowiedziano rewanż pomiędzy nimi o tytuł.
Na Survivor Series, mistrzyni kobiet SmackDown Becky Lynch miała pierwotnie zmierzyć się z mistrzynią kobiet Raw Rondą Rousey, ale z powodu złamanego nosa i wstrząsu mózgu doznanego zaledwie kilka dni przed galą, Lynch została zastąpiona przez Charlotte Flair, która została zdyskwalifikowana za brutalne ataki na Rousey. W następnym SmackDown, Flair wyjaśniła, że zaatakowała Rousey dla Lynch, ale tydzień później Flair powiedziała, że właściwie zrobiła to wszystko dla siebie. Kiedy na TLC zapowiedziano Tables, Ladders i Chairs match pomiędzy tą dwójką o SmackDown Women’s Championship, pozostałe osiem kobiet z brandu SmackDown wzięło udział w wątku, domagając się swojej szansy na mistrzostwo. Późniejszy ośmiokobiecy battle royal został wygrany przez Asukę, która następnie została dodana do walki TLC, czyniąc z niego Triple Threat TLC match o tytuł.
Na Survivor Seriesm Drew McIntyre i Finn Bálor doszli do brawlu, gdy dokonywali zmiany w walce eliminacyjnej mężczyzn, co doprowadziło do konfrontacji pomiędzy nimi. Bálor zrobił również wroga z generalnego menadżera Raw, Barona Corbina, który ustalił aby Bálor, aby zmierzył się z McIntyre’em na TLC.
Na odcinku SmackDown 1000, 16 października, The Bar (Cesaro i Sheamus) pokonali The New Day (reprezentowanego przez Big E i Xaviera Woodsa) z pomocą Big Showa i wygrali SmackDown Tag Team Championship. 27 listopada na SmackDown, The Usos (Jimmy i Jey Uso) pokonali The Bar. 30 listopada na TLC zapowiedziano Triple Threat Tag Team pomiędzy tymi trzema zespołami.
3 grudnia na Raw, The Riott Squad (Ruby Riott, Liv Morgan i Sarah Logan) rozproszyły Rondę Rousey i Natalyę, po czym Nia Jax i Tamina zaatakowały Rousey i Natalyę. The Riott Squad wykonała na Natalyi powerbomb z ringu na stół. 6 grudnia na TLC zapowiedziano Tables match pomiędzy Natalyą i Riott.
Po powrocie Reya Mysterio do WWE, Randy Orton zaczął go atakować po walkach. Na TLC zapowiedziano Chairs match pomiędzy nimi.
Przez kilka tygodni Elias i Bobby Lashley przerywali sobie nawzajem promocje, często kończąc się brawlem między nimi, w której brała udział również menedżer Lashleya, Lio Rush. 30 listopada na TLC Kickoff zapowiedziano walkę pomiędzy Eliasem i Lashleyem. 10 grudnia na odcinku Raw ujawniono, że ich walka będzie Ladder matchem z gitarą wiszącą nad ringiem.
Na Super Show-Down, Buddy Murphy pokonał Cedrica Alexandra i wygrał WWE Cruiserweight Championship. Następnie Murphy z powodzeniem obronił tytuł w starciu z Mustafą Alim na Survivor Series. 10 grudnia, generalny menadżer 205 Live Drake Maverick zapowiedział rewanż Alexandra na TLC Kickoff.

## Wyniki walk
| Nr                                                                   | Wyniki | Stypulacje | Czas  |
| -------------------------------------------------------------------- | --- | --- | ----- |
| 1P                                                                   | Buddy Murphy (c) pokonał Cedrica Alexandra                                                                                                  | Singles match o WWE Cruiserweight Championship | 10:35 |
| 2P                                                                   | Elias pokonał Bobby’ego Lashleya (z Lio Rushem)                                                                                             | Ladder match Nad ringiem będzie zawieszona gitara i kto pierwszy ją ściągnie wygra. | 6:20  |
| 3                                                                    | Fabulous Truth (Carmella i R-Truth) pokonali Mahalicia (Alicię Fox i Jindera Mahala) (z The Singh Brothers) poprzez submission              | Finał turnieju Mixed Match Challenge Każdy członek drużyny zwycięskiej wejdzie do odpowniedniego Royal Rumble matchu z numerem 30 podczas Royal Rumble.                                                                                  | 5:50  |
| 4                                                                    | The Bar (Cesaro i Sheamus) (c) pokonali The New Day (Kofiego Kingstona i Xaviera Woodsa) (z Big E) oraz The Usos (Jimmy’ego Uso i Jeya Uso) | Triple Threat Tag Team match o WWE SmackDown Tag Team Championship | 12:15 |
| 5                                                                    | Braun Strowman (z Apollo Crewsem, Bobbym Roodem, Chadem Gablem, Kurtem Anglem i Finnem Bálorem) pokonał Barona Corbina                      | Tables, Ladders and Chairs match Jeśli Strowman wygra, otrzyma walkę o WWE Universal Championship podczas Royal Rumble, a Corbin straci autorytarną władzę na Raw. Jeśli Corbin wygra, będzie przez cały czas generalnym menadżerem Raw. | 16:00 |
| 6                                                                    | Natalya pokonała Ruby Riott (z Liv Morgan i Sarah Logan)                                                                                    | Tables match | 12:40 |
| 7                                                                    | Finn Bálor pokonał Drew McIntyre’a | Singles match | 12:20 |
| 8                                                                    | Rey Mysterio pokonał Randy’ego Ortona | Chairs match | 11:30 |
| 9                                                                    | Ronda Rousey (c) pokonała Nię Jax (z Taminą) poprzez submission                                                                             | Singles match o WWE Raw Women’s Championship | 10:50 |
| 10                                                                   | Daniel Bryan (c) pokonał AJ Stylesa | Singles match o WWE Championship | 23:55 |
| 11                                                                   | Dean Ambrose pokonał Setha Rollinsa (c) | Singles match o WWE Intercontinental Championship | 23:00 |
| 12                                                                   | Asuka pokonała Becky Lynch (c) i Charlotte Flair                                                                                            | Triple Threat Tables, Ladders and Chairs match o WWE SmackDown Women’s Championship | 21:45 |
| (c) – mistrz/mistrzyni przed walkąP – walka miała miejsce w pre-show | | |       |